# Pecten dorotheae
Pecten dorotheae is een tweekleppigensoort uit de familie van de Pectinidae. De wetenschappelijke naam van de soort is voor het eerst geldig gepubliceerd in 1907 door Melvill in Melvill & Standen.